# Vernon Dobtcheff
Vernon Dobtcheff (Nimes, Francia; 14 de agosto de 1934) es un actor francés, más conocido por sus numerosas apariciones en series de televisión y películas.

## Biografía
Dobtcheff nació en Nîmes, Francia, de una familia de ascendencia rusa. 
Estudió en el Ascham Preparatory School en Eastbourne, Sussex en la década de 1940, donde ganó el Acting Cup. 

## Carrera
Vernon ha aparecido en numerosas series de televisión entre ellas Roma, Largo Winch, Relic Hunter, Highlander: The Raven, Merlin', The Famous Five, Highlander: El inmortal, Agatha Christie's Poirot, Mr. Majeika, Till We Meet Again, War and Remembrance, Fortunes of War, A.D., Marco Polo, entre muchas otras más...
En 1969 interpretó al científico en jefe en la historia "The War Games" de la serie Doctor Who.
En el 2011 se unió como personaje recurrente a la nueva serie The Borgias donde interpretó al Cardenal Julius Verscucci, hasta el final de la serie en el 2013.
En el 2015 se unió al elenco de la película Killing Jesus donde interpretó al profeta Isaiah.

## Filmografía seleccionada

### Cine
| Año  | Título                                          | Personaje                 | Notas                                                                                       |
| ---- | ----------------------------------------------- | ------------------------- | ------------------------------------------------------------------------------------------- |
| 2015 | Killing Jesus                                   | Isaiah                    | junto a Stephen Moyer, Rufus Sewell, John Rhys-Davies, Kelsey Grammer & Eoin Macken         |
| 2014 | Il ragazzo invisibile                           | Artiglio                  | junto a Ludovico Girardello, Valeria Golino, Fabrizio Bentivoglio & Christo Jivkov          |
| 2014 | Horsehead                                       | George                    | junto a Murray Head, Philippe Nahon, Joe Sheridan, Paul Bandey & Emmanuel Bonami            |
| 2014 | Seven Lucky Gods                                | Lawrence                  | junto a Nik Xhelilaj, Christopher Villiers, Alison Peebles, Kate Maravan & Alexandra Boyd   |
| 2013 | The Great Beauty                                | Arturo                    | junto a Toni Servillo, Carlo Verdone, Sabrina Ferilli & Carlo Buccirosso                    |
| 2012 | La vie d'une autre                              | Dimitri Speranski         | junto a Juliette Binoche, Mathieu Kassovitz, Aure Atika, Danièle Lebrun & François Berléand |
| 2012 | Zarafa                                          | El viejo                  | junto a Max Renaudin Pratt, Simon Abkarian, Roger Dumas & Ronit Elkabetz                    |
| 2012 | La clinique de l'amour!                         | Johnattan Stork           | junto a Bruno Salomone, Artus de Penguern, Héléna Noguerra & Natacha Lindinger              |
| 2011 | Le passage                                      | Hombre Viejo              | corto - junto a Fanny Capretta, Cindy Colpaert, Pierre Hatet & Philippe Ohrel               |
| 2010 | La saison des mutants                           | -                         | corto                                                                                       |
| 2010 | Undisputed III: Redemption                      | Rezo                      | junto a Scott Adkins & Mark Ivanir                                                          |
| 2010 | Godforsaken                                     | Cirujano                  | junto a Annabel Wright, Trevor White, Nick Ashdon, Graham Bohea & Dominic Mafham            |
| 2010 | Déjà jeudi                                      | -                         | corto - junto a Félixe De Becker & Régis Le Rohellec                                        |
| 2010 | Depuis demain                                   | Basile                    | corto - junto a Cyril Guei, Eric Herson-Macarel, Félix Moati & Lizzie Brocheré              |
| 2010 | Cercando Maria                                  | Sacerdote                 | junto a Gilberto Idonea                                                                     |
| 2009 | Première classe                                 | Charles                   | corto                                                                                       |
| 2008 | Accordez-moi                                    | Joseph Von Stieglitz      | corto                                                                                       |
| 2006 | Hors de prix                                    | Jacques                   | junto a Audrey Tautou & Gad Elmaleh                                                         |
| 2005 | Othello: A South African Tale                   | Brabantio                 | junto a Hakeem Kae-Kazim & Candice Hillebrand                                               |
| 2004 | Before Sunset                                   | Gerente de Librería       | junto a Ethan Hawke                                                                         |
| 2001 | Largo Winch: The Heir                           | Padre Maurice de Beliveau | junto a Paolo Seganti & Sydney Penny                                                        |
| 2001 | The Body                                        | Monseñor                  | junto a Antonio Banderas, Olivia Williams, Derek Jacobi, John Shrapnel & Jason Flemyng      |
| 2000 | David Copperfield                               | Quinion                   | junto a Hugh Dancy, Michael Richards & Sally Field                                          |
| 2000 | Catherine the Great                             | Naryshkin                 | junto a Catherine Zeta-Jones & John Rhys-Davies                                             |
| 1997 | Anna Karenina                                   | Pestov                    | junto a Sophie Marceau, Sean Bean & Danny Huston                                            |
| 1997 | Love in the Ancient World                       | Hombre Cenando            | junto a Allan Corduner, Mario Frangoulis, Karl Gibbs & Paul Herzberg                        |
| 1995 | England, My England                             | Dr. Spratt                | junto a Simon Cawoll, Letitia Dean & Corin Redgrave                                         |
| 1993 | M. Butterfly                                    | Riyumin                   | junto a Jeremy Irons & John Lone                                                            |
| 1992 | The First Circle                                | -                         | junto a Victor Garber, Dominic Raacke & F. Murray Abraham                                   |
| 1990 | Hamlet                                          | Reynaldo                  | junto a Mel Gibson, Glenn Close & Helena Bonham Carter                                      |
| 1990 | Fuga dal paradiso                               | Merrill                   | junto a Inés Sastre & Horst Buchholz                                                        |
| 1990 | The Plot to Kill Hitler                         | Fellgiebel                | junto a Jonathan Hyde & Rupert Graves                                                       |
| 1989 | Jeniec Europy                                   | Hudson Lowe               | junto a François Berléand                                                                   |
| 1989 | Indiana Jones and the Last Crusade              | Mayordomo                 | junto a Harrison Ford & Sean Connery                                                        |
| 1987 | Poor Little Rich Girl: The Barbara Hutton Story | Jules Glassner            | junto a Farrah Fawcett                                                                      |
| 1986 | Der Name der Rose                               | Hugh de Newcastle         | junto a Sean Connery & Christian Slater                                                     |
| 1986 | Caravaggio                                      | Amante del arte           | junto a Nigel Terry & Sean Bean                                                             |
| 1984 | Much Ado About Nothing                          | Don John                  | junto a Lee Montague                                                                        |
| 1981 | Troilus & Cressida                              | Agamenón                  | junto a Charles Gray                                                                        |
| 1978 | Romeo & Juliet                                  | Boticario                 | junto a Alan Rickman                                                                        |
| 1977 | The Spy Who Loved Me                            | Max Kalba                 | junto a Roger Moore & Barbara Bach                                                          |
| 1975 | Le Sauvage                                      | Coleman                   | junto a Yves Montand & Catherine Deneuve                                                    |
| 1974 | Murder on the Orient Express                    | Conserje                  | junto a Albert Finney, Lauren Bacall & Jacqueline Bisset                                    |
| 1974 | The Marseille Contract                          | Lazar                     | junto a Michael Caine & Anthony Quinn                                                       |
| 1971 | Mary, Queen of Scots                            | Duc De Guise              | junto a Vanessa Redgrave & Glenda Jackson                                                   |
| 1971 | Nicolás y Alejandra                             | Dr. Lazovert              | junto a Harry Andrews & Janet Suzman                                                        |
| 1970 | Darling Lili                                    | Mendoza                   | junto a Julie Andrews & Rock Hudson                                                         |
| 1970 | The Beast in the Cellar                         | Newsmith                  | junto a Flora Robson, Chris Chittell & T. P. McKenna                                        |
| 1969 | Anne of the Thousand Days                       | Mendoza                   | junto a Richard Burton & Geneviève Bujold                                                   |
| 1969 | The Assassination Bureau                        | Barón Muntzof             | junto a Oliver Reed & Diana Rigg                                                            |
| 1968 | A Dandy in Aspic                                | Stein                     | junto a Laurence Harvey & Mia Farrow                                                        |
| 1967 | The Taming of the Shrew                         | Pedant                    | junto a Elizabeth Taylor & Richard Burton                                                   |

### Series de televisión
| Año         | Título                                   | Personaje                  | Notas                                                |
| ----------- | ---------------------------------------- | -------------------------- | ---------------------------------------------------- |
| 2017        | The Durrells                             | Mr. Kralefsky              | episodio # 2.2                                       |
| 2017        | Emerald City                             | Hombre                     | 2 episodios                                          |
| 2015        | Jonathan Strange & Mr Norrell            | Laurence Strange           | episodio "Chapter One: The Friends of English Magic" |
| 2015        | Peplum                                   | Plutarque                  | episodio # 1.2                                       |
| 2011 - 2013 | The Borgias                              | Cardenal Julius Verscucci  | 18 episodios                                         |
| 2008        | Apparitions                              | Pietro Fonti               | episodio # 1.4                                       |
| 2007 - 2008 | Grand Star                               | Tshishenish                | 6 episodios                                          |
| 2007        | La légende des 3 clefs                   | Antropólogo Gilles Clément | miniserie                                            |
| 2007        | Roma                                     | Rabbi                      | episodio "Philippi"                                  |
| 2001        | Largo Winch                              | Padre Maurice de Beliveau  | 2 episodios                                          |
| 2001        | Relic Hunter                             | Anthony Cureton            | episodio "The Royal Ring"                            |
| 1999        | Highlander: The Raven                    | Conde Van Der Meer         | episodio "Dead or Arrival"                           |
| 1998        | Merlin                                   | Primer Médico              | miniserie                                            |
| 1997        | The Odyssey                              | Egipto                     | miniserie                                            |
| 1997        | The Famous Five                          | Mr. Roland                 | episodio "Five Go Adventuring Again"                 |
| 1996        | Highlander: El inmortal                  | Hamad                      | episodio "Promises"                                  |
| 1995        | Agatha Christie's Poirot                 | Simeon Lee                 | episodio "Hercule Poirot's Christmas"                |
| 1988 - 1990 | Mr. Majeika                              | Mago Marks                 | 2 episodios                                          |
| 1989        | Till We Meet Again                       | Felix Penroux              | 2 episodios                                          |
| 1988        | War and Remembrance                      | Henri Dulle                | episodio "Part 6"                                    |
| 1987        | Fortunes of War                          | Hadjimoscos                | miniserie 2 episodios                                |
| 1985        | A.D.                                     | Flavius Sabinus            | miniserie 5 episodios                                |
| 1983        | Marco Polo                               | Pietro d'Abano             | miniserie 2 episodios                                |
| 1981        | Masada                                   | Jefe de los Sacerdote      | 4 episodios                                          |
| 1978        | Lillie                                   | Sir George Lewis           | 3 episodios                                          |
| 1975        | Michel Strogoff                          | Blount                     | miniserie 7 episodios                                |
| 1973        | The Rivals of Sherlock Holmes            | Molbech                    | episodio "The Sensible Action of Lieutenant Hoist"   |
| 1970        | Ace of Wands                             | Señor Zandar               | 4 episodios                                          |
| 1969        | Doctor Who                               | Científico                 | 3 episodios                                          |
| 1967        | The Further Adventures of the Musketeers | Monseñor de Gondy          | 6 episodios                                          |
| 1966        | Breaking Point                           | Hedworth                   | 5 episodios                                          |

### Escritor
| Año  | Película                          | Notas                           |
| ---- | --------------------------------- | ------------------------------- |
| 2008 | Changing Climates, Changing Times | prestó su voz para el personaje |
| 2005 | Resonance of Tears                | escritor                        |

### Teatro
| Año         | Obra               | Personaje | Director    | Teatro           | Notas                                                    |
| ----------- | ------------------ | --------- | ----------- | ---------------- | -------------------------------------------------------- |
| 1965        | The Game As Played | -         | -           | New Arts Theatre | junto a Denholm Elliott, George Murcell & Bryan Pringle  |
| 1960 - 1961 | Mary Stuart        | -         | Philip Dale | Old Vic Theatre  | junto a Gwen Watford, Robert Harris & Barbara Leigh-Hunt |